# Edisson Wassiljewitsch Denissow

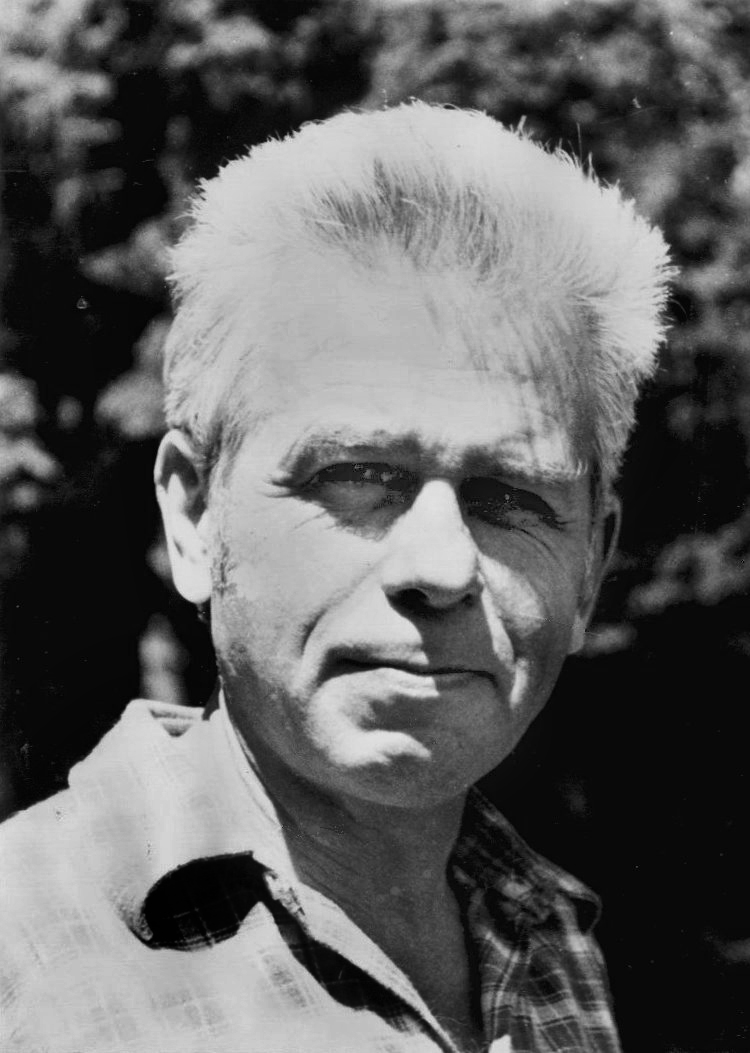
Denissow (1975)

Edisson Wassiljewitsch Denissow (russisch Эдисон Васильевич Денисов, oft auch in der Schreibung Edison Denisov; * 6. April 1929 in Tomsk, Sibirien; † 24. November 1996 in Paris) war ein sowjetisch-russischer Komponist und Musiktheoretiker. Er zählt zu den bedeutendsten Komponisten der russischen Moderne.

## Leben
Denissow wurde als Sohn eines Ingenieurs und einer Ärztin in Sibirien geboren. Er lernte von 1946 bis 1947 Klavier an der Musikschule in Tomsk. Von 1947 bis 1951 studierte er zunächst Mathematik an der Staatlichen Universität Tomsk und schloss mit dem Diplom ab, bevor er sich entschloss, Komponist zu werden. Diese Entscheidung wurde von seinem späteren Lehrer Dmitri Schostakowitsch unterstützt. Denissow immatrikulierte sich dazu am Moskauer Konservatorium. Er wurde von Wissarion Schebalin in Komposition und von Nikolai Peiko in Klavier unterrichtet.
Denissow hielt viele Jahre einen Kurs für Instrumentierung und Partiturlesen am Moskauer Konservatorium, und zwar in der mittleren Funktion eines „Alten Lehrers“. Infolge seines Enthusiasmus für avantgardistische Tendenzen des Westens im eigenen Werk wurde ihm keine eigene Kompositionsklasse „anvertraut“ (die berühmte Troika – Schnittke, Gubaidulina, Denissow – erlangte keine offizielle Anerkennung). Vom Generalsekretär des Komponistenverbandes der Sowjetunion Tichon Chrennikow wurde er 1979 als Mitglied der Gruppe Chrennikows Sieben scharf kritisiert. Dennoch belegten viele Kompositionsstudenten gerade die Klasse Denissows, um seine Werke kennenzulernen und wissbegierig den kritischen Bemerkungen und Wünschen der heimlichen Autorität zu lauschen. Zu seinen wichtigsten Schülern zählen Jelena Firsowa, Dmitri Smirnow, Wladimir Tarnopolski und Vadim Werbitzky.
Er arbeitete von 1968 bis 1970 am Experimentalstudio für elektronische Musik in Moskau. Nach dem Zusammenbruch der Sowjetunion wurde er Sekretär des russischen Komponistenverbandes und gründete die 1932 aufgelöste Assoziation für zeitgenössische Musik (ASM-2) wieder. Außerdem war er im März 1990 Schirmherr des von Juri Kasparow gegründeten Moskauer Ensembles für zeitgenössische Musik. 1992 erhielt er schließlich eine Professur am Moskauer Konservatorium.
Von 1990 bis 1991 wirkte er am IRCAM in Paris. Gegen Ende seines Lebens, schwer verletzt nach einem Verkehrsunfall, emigrierte Denissow 1994 nach Frankreich und wurde in einer Pariser Klinik behandelt, wo er 1996 verstarb. Er hatte eine große Affinität zur französischen Kultur und verehrte den renommierten Komponisten Pierre Boulez. Andere musikalische Vorbilder waren Bartók, Mozart, Strawinsky und Webern.
Nach einem gemeinsamen Meisterkurs bei Edison Denissow anlässlich der Internationalen Musikfestwochen Luzern IMF gründeten 1993 die Schweizer Komponisten Marianne Schroeder, John Wolf Brennan, Jean-Luc Darbellay, Christian Henking und Michael Schneider die Groupe Lacroix.

## Auszeichnungen und Mitgliedschaften
- Korrespondierendes Mitglied der Bayerischen Akademie der Schönen Künste (1985)
- Officier de l’Ordre des Arts et des Lettres (1986)
- Korrespondierendes Mitglied der Akademie der Künste, Berlin (Ost) (1990)
- Verdienter Künstler der RSFSR (1990)
- Mitglied der Akademie der Künste, Berlin (1990)
- Grand Prix de la Ville de Paris (1993)
- Volkskünstler Russlands (1995)

## Werke (Auswahl)
- Sinfonie C-Dur (1955)
- Trio für Violine, Klarinette und Fagott (1957)
- Sonate für zwei Violinen (1958)
- Bagatellen für Klavier (1960)
- Variationen für Klavier (1961)
- Sinfonie für zwei Streichorchester und Schlagzeug (1962)
- Konzert für Flöte, Oboe, Klavier und Schlagzeug (1963)
- Die Sonne der Inkas für Sopran und Ensemble (1964)
- Crescendo e diminuendo für Cembalo und zwölf Streicher (1965)
- Klagen für Sopran, Klavier und drei Schlagzeuger (1966)
- Fünf Geschichten vom Herrn Keuner für Tenor und Ensemble (1966)
- Drei Stücke für Violoncello und Klavier (1967)
- Herbst für dreizehn Solostimmen (1968)
- Ode für Klarinette, Posaune, Violoncello und Klavier (1968)
- Streichtrio (1969)
- D-S-C-H für Klarinette, Posaune, Violoncello und Klavier (1969)
- Silhouetten für Flöte, zwei Klaviere und Schlagzeug (1969)
- Malerei für Orchester (1970)
- Herbstlied für Sopran und Orchester(1971)
- Canon in memoriam Igor Strawinsky für Flöte, Klarinette und Harfe (1971)
- Konzert für Violoncello und Orchester (1972)
- La vie en rouge für Gesang und fünf Instrumente (1973)
- Zeichen in Weiß für Klavier (1974)
- Aquarelle für 24 Streicher (1975)
- Konzert für Flöte und Orchester (1975)
- Konzert für Flöte, Oboe und Orchester (1978)
- Requiem für Soli, Chor und Orchester (1975),  beruht auf einem in mehreren Sprachen (Englisch, Französisch, Deutsch und Latein) abgefassten Text von Francisco Tanzer, UA: 1980, Hamburg
- L’écume des jours, Lyrisches Drams in drei Akten (1981), Libretto von Denissow, nach dem Roman L’écume des jours („Der Schaum der Tage“) von Boris Vian. UA: 1986, Opéra-Comique, Paris. DEA: 1991, Gelsenkirchen.[1]
- Konzert für Fagott, Violoncello und Orchester (1982)
- Kammersinfonie (1982)
- Confession, Ballett in drei Akten (1984)
- Tableaux de Paul Klee für Bratsche und Ensemble (1985)
- Konzert für Viola und Orchester (1986)
- Konzert für Oboe und Orchester (1986)
- Les Quatre Filles, Oper in sechs Bildern (1986)
- Sinfonie für großes Orchester (1987)
- Les Cloches dans le Brouillard für Orchester (1988)
- Point et LIgnes für zwei Klaviere zu acht Händen (1988)
- Konzert für Klarinette und Orchester (1989)
- Konzert für Gitarre und Orchester (1991)
- Kyrie, Hommage à Mozart für Chor und Orchester (1991)
- Sur la Nappe d’un étang glacé für neun Instrumente und Tonband (1991)
- Histoire de la Vie et de la Mort de notre Seigneur Jésus Christ für Soli, Chor und Orchester  (1992)
- Morgentraum für Sopran, Chor und Orchester (1993)
- Konzert für Flöte, Vibraphon, Cembalo und Streicher (1993)[2]
- Sonate für Altsaxophon and Klavier für Jean-Marie Londeix
- Fünf Etüden für Fagott solo, Neuauflage 1997

## Filmmusik
- Golubaya chashka (1964)
- Lebedev protiv Lebedeva (1965)
- Chyornyy biznes (1965)
- Der Kundschafter (1967)
- Die feuerrote Blume (1978)
- Bezymyannaya zvezda (1978)
- Fevralskiy veter (1981)
- Idealnyy muzh (1982)
- U opasnoy cherty (1983)
- Dvazhdy rozhdyonnyy (1983)
- Na okraine, gde-to v gorode... (1988)
- Piry Valtasara, ili noch so Stalinym (1989)
- Nochevala tuchka zolotaya... (1989)
- Samoubiytsa (1990)
- Iskushenie B. (1990)
- Prischwins Papieraugen (1990)
- Tsarskaya okhota (1991)
- Ochen vernaya zhena (1992)
- Anomaliya (1993)

## Varia
- Denissow komponierte ein Flötenkonzert für Aurèle Nicolet, ein Violinkonzert für Gidon Kremer, ein Oboenkonzert für Heinz Holliger und Werke für den Klarinettisten Eduard Brunner.
- 1993 stellte er die Oper Rodrigue et Chimène von Claude Debussy fertig.
- 1996 nahm Helmuth Rilling Denissows Vervollständigung von Franz Schuberts Oratorium „Lazarus“ auf CD auf.
- Denissows Korrespondenz wurde von seiner Witwe Jekaterina Denissova-Kuprovskaja an das Archiv der Forschungsstelle Osteuropa an der Universität Bremen übergeben.